# Andrea Scarpellini
Andrea Scarpellini (Trescore Balneario, 19 gennaio 1989) è una calciatrice italiana, centrocampista del Cortefranca.

## Carriera
Andrea Scarpellini si avvicina al mondo del calcio fin dalla tenera età, passione trasmessa anche dalla famiglia ed in particolare dal padre che allena i ragazzini della squadra di calcio di San Paolo d'Argon, suo comune di residenza. Assistendo ad una partita e vedendo che tra i maschietti giocava anche una ragazzina decide di tesserarsi con la società  all'età di sei anni, giocando con i maschietti e con il passare dell'età dalla scuola calcio agli esordienti.
Notata dagli osservatori dell'Almennese, viene contattata per proporle di passare ad una squadra completamente femminile e giocare nel campionato di categoria Giovanissime. Nel frattempo la società cambia denominazione e colori sociali, passando prima ad Orobica per diventare infine Atalanta; Scarpellini continua a giocare nelle giovanili fino alla formazione Primavera nei primi anni duemila. I risultati ottenuti nei campionati giovanili convincono la società a darle fiducia inserendola nella rosa della prima squadra esordendo in Serie A2 e contribuendo, nella stagione 2004-2005, alla promozione in Serie A.
Scarpellini rimane in maglia nerazzurra per dieci stagioni, ottenendo anche la fascia di capitano, anche dopo la retrocessione patita al termine del campionato 2009-2010 e fino al termine della stagione 2010-2011.
Nell'estate 2011 viene contattata dal Mozzanica che le propone di tornare in Serie A dal campionato 2011-2012, occasione che Scarpellini non si fa sfuggire sottoscrivendo un contratto con la società mozzanichese.
Dopo la mancata iscrizione del Mozzanica alla Serie A 2019-2020, a causa del termine della collaborazione con l'Atalanta maschile, Scarpellini scende in Serie C, accordandosi con le neopromosse del Cortefranca.

## Palmarès

### Club

#### Competizioni nazionali
- Serie A2 (calcio femminile): 1

Atalanta: 2004-2005